# Diocèse de Brechin
Le diocèse de Brechin est au Royaume-Uni, un diocèse de l'Église épiscopalienne écossaise, créé en 1825 par la fusion du diocèse d'Aberdeen et de celui des Orcades.
La cathédrale diocésaine est celle de Saint-Paul de Dundee.